# Utricularia geoffrayi
Utricularia geoffrayi är en tätörtsväxtart som beskrevs av François Pellegrin. Utricularia geoffrayi ingår i släktet bläddror, och familjen tätörtsväxter. Inga underarter finns listade i Catalogue of Life.